# Freie Wähler
Freie Wähler ("Fria väljare", oftast förkortad FW) är ett tyskt politiskt parti. Partiet leds av Hubert Aiwanger.

## Historia
Freie Wähler har sina rötter i de oberoende politiska grupper som fokuserade på sådana lokala frågor att de sällan var  representerade på delstats- eller förbundsnivån. Dessa grupper började uppstå på 1950-talet.. FW grundades i sin nuvarande form år 2010 då olika politiska grupper förenades. Dessa föreningars kärnfrågor var bland annat mer partipolitiskt oberoende politik och starkare kommuner.
I Europavalet 2024 vann partiet 3 mandater. I delstaten Bayern är FW i regeringskoalition tillsammans med CSU.
Partiet är representerat i alla 16 förbundsländer i Tyskland, och dess huvudkontor finns i Ganderkesee. År 2021 anmälde partiet att ha lite över 5000 medlemmar.

## Ideologi och åsikter
Partiet hör till det Europeiska demokratiska partiet. Dess europaparlamentariker sitter i gruppen Renew Europe.
Partiet har beskrivit sig som ett antietablissemangsparti som kan inte placeras på den traditionella vänster–höger-skalan.
Enligt sin partiprogram står partiet för:
- Procedur som möjliggör avgång från euro om ett land är kris.
- Att förbjuda mikroplast i hygienprodukter
- Att förstärka de lokala domstolarna
- Bevakande av sociala medier genom ett statligt organ
- Att förhindra Turkiets EU-medlemskap